# Giuseppe Maggiore
Giuseppe Maggiore (Palermo, 27 luglio 1882 – Palermo, 23 marzo 1954) è stato un giurista e scrittore italiano.

## Biografia
Avvocato e filosofo del diritto penale, fu allievo di Benedetto Croce e di Giovanni Gentile e aderì al pensiero di quest'ultimo, che conobbe nel 1908.
Laureatosi nel 1903 in giurisprudenza all'Università di Palermo, iniziò la carriera in magistratura nel 1905; nel 1907 fu alla procura del tribunale di Palermo, nel 1908 pretore a Favignana, nel 1910 a Mezzojuso e nel 1916 sostituto procuratore del re a Palermo. In quegli anni frequentò Giovanni Gentile che insegnava a Palermo.
Nel 1918 ebbe un corso come libera docenza in filosofia del diritto all'Università di Palermo. Nel 1923 divenne procuratore del re a Palermo. Ebbe la cattedra di filosofia del diritto prima all'Università di Perugia nel 1922 e vinto il concorso nel 1924 in quella di Siena, lasciò la magistratura. Ottenne nel 1925 la cattedra all'università di Palermo, e si iscrisse in ottobre al PNF.
Nel 1935 passò alla cattedra di Diritto penale della stessa università e fu preside di facoltà. Dal 1936 insegnò anche Dottrina dello Stato.
Nel 1934 fu designato presidente della Provincia di Palermo, carica che mantenne fino al 1943. Fu anche consigliere d'amministrazione del Banco di Sicilia.
Fine letterato e scrittore, fu segretario provinciale del Sindacato Autori. Dal 1935 al 1939 fu Commissario della Accademia di Scienze, Lettere e Arti.
Rettore dell'Università di Palermo nel biennio 1938-1939 .  Nel 1938 il suo nome comparve tra i 360 docenti universitari che aderirono al Manifesto della razza, premessa alle successive leggi razziali fasciste. Collaborò anche alla rivista La difesa della razza con un articolo intitolato "Logica e moralità del razzismo" (La difesa della razza, 1938, n. 3, pp. 31–32). Fu nel 1943 l'ultimo presidente nazionale dell'Istituto Nazionale di Cultura Fascista.
Nel febbraio 1945 fu collocato a riposo dall'insegnamento e ne approfittò per conseguire la laurea in lettere a Palermo. Fu  reintegrato nel 1952 nella cattedra. Giuseppe Maggiore fu il fondatore della rinomata scuola penalistica palermitana, che avrà come eredi Giovanni Musotto e poi Antonio Pagliaro.
Del 1952 il suo romanzo più famoso, Sette e mezzo (1952), che racconta della Rivolta del sette e mezzo avvenuta a Palermo del 1866, ripubblicato da Flaccovio nel 1998.

## Premio Maggiore
La Facoltà di Giurisprudenza dell'università di Palermo ha istituito, negli anni '60, il premio "Giuseppe Maggiore" per la migliore tesi nelle discipline penalistiche di ogni anno accademico.
Nell’agosto del 2019, in occasione della cerimonia per ricevere il premio letterario Giuseppe Tomasi di Lampedusa che gli era stato assegnato, lo storico Carlo Ginzburg ha auspicato che  l’Università di Palermo non assegni più un premio intitolato a un docente che parlava di “negri” ed “ebrei” in un momento in cui, in Italia, il razzismo torna pericolosamente a dilagare.
In risposta alle dichiarazioni dello storico Carlo Ginzburg sulla borsa di studio intitolata a Giuseppe Maggiore, rettore alla fine degli anni Trenta del Novecento, l’ateneo di Palermo ha precisato che “il premio in questione è stato istituito alla sua morte in seguito a un lascito della famiglia, ma non viene più assegnato da oltre dieci anni”.
“In generale” ha sottolineato la nota diffusa dall’Ateneo di Palermo  “l’università condanna fermamente il razzismo e ogni forma di discriminazione, stigmatizzando in primo luogo proprio la subordinazione che ebbero i vertici accademici in un momento buio e drammatico come quello della promulgazione delle leggi razziali del 1938, coeve al mandato rettorale di Maggiore. Fu in questo contesto che dall’ateneo furono espulsi cinque docenti, tra cui il Nobel Emilio Segrè a cui UniPa ha recentemente intitolato il dipartimento di Fisica e Chimica”.
“L’Università di Palermo”, conclude la nota, “ha un rapporto costante e culturalmente proficuo con la comunità ebraica, di cui ospita ogni anno la Festa delle luci, e organizza periodicamente importanti iniziative e attività sul fronte della tolleranza e del rispetto”.

## Opere

### Saggi
- L'unità del mondo nel sistema del pensiero (1913)
- Saggi di filosofia giuridica (1914);
- II diritto e il suo processo ideale (1916),
- La politica (1920)
- Fichte. Studio critico sul filosofo del nazionalismo socialista (1921)
- Filosofia del diritto (1921),
- Un regime e un'epoca (1929),
- L'ordinamento sindacale (1930),
- Principii di Diritto penale(1932-41).
- Delimitazioni e sconfinamenti tra il diritto penale e gli altri rami del diritto (1935),
- Imperialismo e impero fascista (1937),
- Razza e fascismo (1939)
- Nazione e popolo: mito e realtà (1942)
- La politica (1941)
- Prolegomeni al concetto di colpevolezza (1950)

### Romanzi
- La vita apparente di un uomo vero (1926);
- Gli occhi cangianti (1928),
- Shiva maestro di danza (1930),
- Due in una carne (1937),
- Sette e mezzo (1952),
- Vita di nessuno: note autobiografiche, 1954